# 羅克克里克鎮區 (印地安納州卡洛爾縣)
羅克克里克鎮區（英語：Rock Creek Township）是位於美國印地安納州卡洛爾縣的一個行政鎮區。

## 地方資料
根據2010年美國人口普查的數據，羅克克里克鎮區的面積為35.70平方千米，當中陸地面積為34.90平方千米，而水域面積為0.80平方千米。當地共有人口475人，而人口密度為每平方千米13.31人。